# 2054
2054 (MMLIV) е обикновена година, започваща в четвъртък според григорианския календар. Тя е 2054-та година от новата ера, петдесет и четвъртата от третото хилядолетие и петата от 2050-те.